# Wierzchlasek
Wierzchlasek est une localité polonaise de la gmina mixte de Mieszkowice, située dans le powiat de Gryfino en voïvodie de Poméranie-Occidentale. Elle se situe à environ 52 km au sud de la ville de Gryfino et 71 km au sud de la capitale régionale Szczecin.

## Géographie

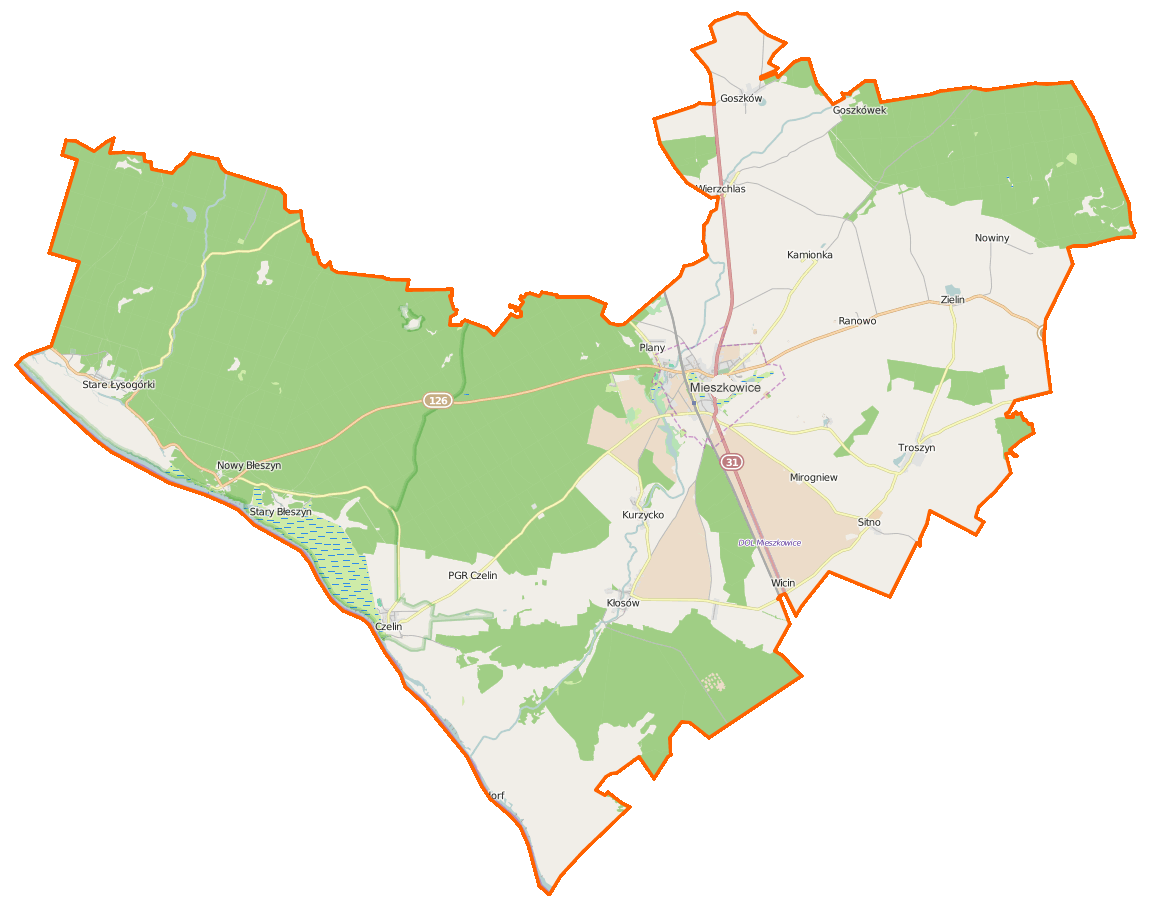
Carte de la gmina de Mieszkowice.